# Kjósarhreppur
Kjósarhreppur es el municipio más septentrional de la región capital de Reikiavik (Höfuðborgarsvæði), situada al sudoeste  de Islandia.

## Territorio y población
En 2013 contaba con una población de 205 personas y una densidad de 0,72 por kilómetro cuadrado. Su área total es de 284 kilómetros cuadrados y es el municipio más grande de Höfuðborgarsvæði.